# Woronowyzja
Woronowyzja (ukrainisch Вороновиця, russisch Вороновица Woronowiza, polnisch Woronowica) ist eine Siedlung städtischen Typs im Zentrum der ukrainischen Oblast Winnyzja mit etwa 6000 Einwohnern (01.07.2025).

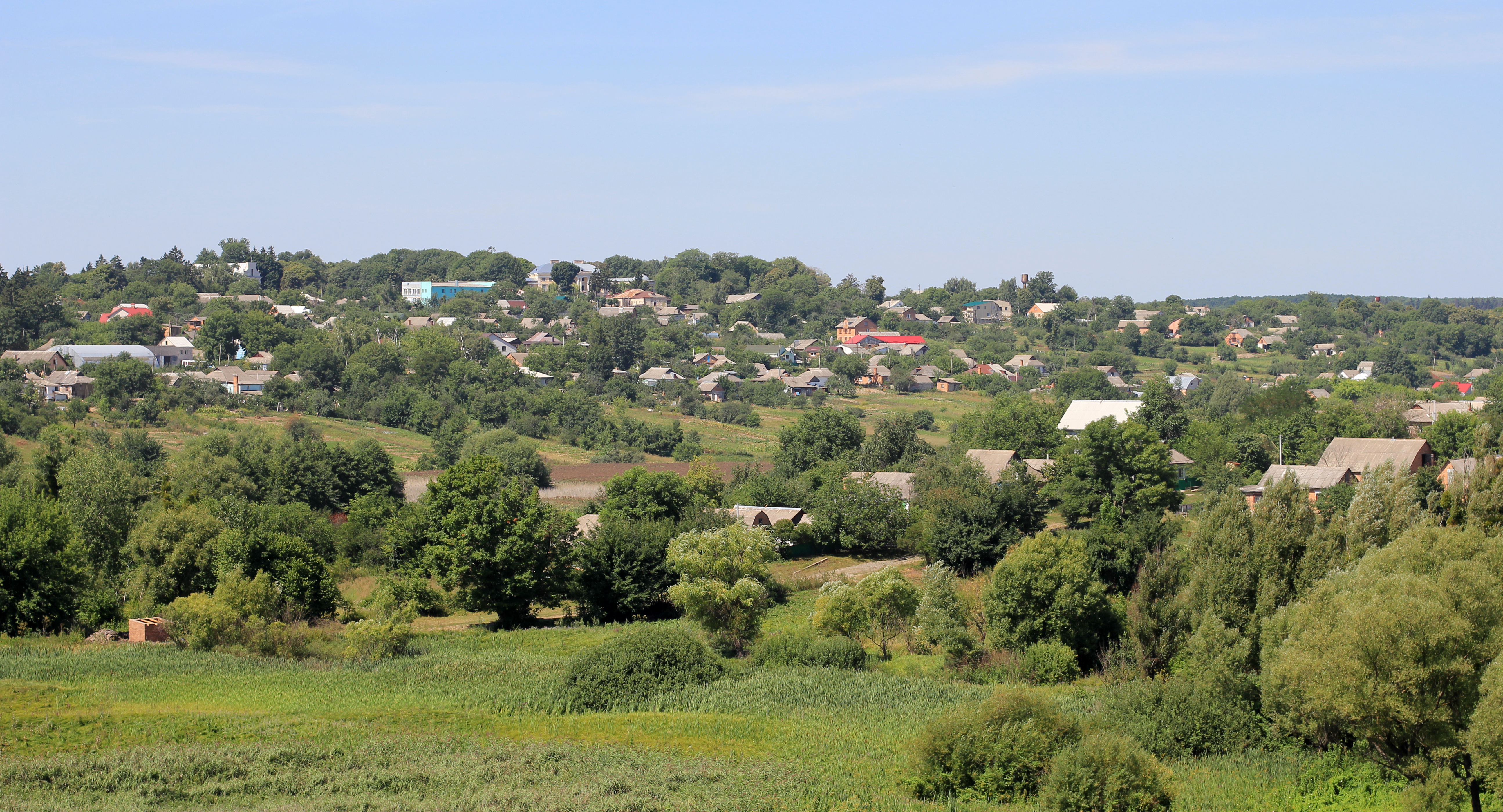
Ortspanorama

Palast im Ort

Woronowyzja wurde 1545 gegründet und besitzt seit 1956 den Status einer Siedlung städtischen Typs.
Die Ortschaft liegt am Ufer des Woronky (Воронки), einem kleinen Nebenfluss des Südlichen Bugs 26 km südöstlich von Winnyzja an der Fernstraße M 12 und der Territorialstraße T–02–30.
Im Ort befindet sich der 1777 fertig erstellte klassizistische Woronowyzja-Palast, in dem sich heute das Woronowyzja-Historisches Luft- und Raumfahrt-Museum der Ukraine  (Вороновицький музей історії авіації та космонавтики України) befindet.

## Verwaltungsgliederung
Am 8. September 2016 wurde die Siedlung zum Zentrum der neugegründeten Siedlungsgemeinde Woronowyzja (Вороновицька селищна громада/Woronowyzka selyschtschna hromada). Zu dieser zählte auch das Dorf Komariw, bis dahin bildete sie die gleichnamige Siedlungsratsgemeinde Woronowyzja (Вороновицька селищна рада/Woronowyzka selyschtschna rada) im Südosten des Rajons Winnyzja.
Am 12. Juni 2020 kamen noch die 18 in der untenstehenden Tabelle aufgelisteten Dörfer sowie die Ansiedlung Schewtschenka zum Gemeindegebiet.
Folgende Orte sind neben dem Hauptort Woronowyzja Teil der Gemeinde:
| Name                     | Name          | Name                          |
| ukrainisch transkribiert | ukrainisch    | russisch                      |
| ------------------------ | ------------- | ----------------------------- |
| Dowhopoliwka             | Довгополівка  | Долгополовка (Dolgopolowka)   |
| Fedoriwka                | Федорівка     | Фёдоровка (Fjodorowka)        |
| Humenné                  | Гуменне       | Гумённое (Gumjonnoje)         |
| Kalnyschiwka             | Кальнишівка   | Кальнишовка (Kalnischowka)    |
| Klischtschiw             | Кліщів        | Клещов (Kleschtschow)         |
| Komariw                  | Комарів       | Комаров (Komarow)             |
| Kordyschiwka             | Кордишівка    | Кордышевка (Kordyschewka)     |
| Markiwka                 | Марківка      | Марковка (Markowka)           |
| Mychajliwka              | Михайлівка    | Михайловка (Michailowka)      |
| Obidne                   | Обідне        | Ободное (Obodnoje)            |
| Oleksandriwka            | Олександрівка | Александровка (Aleksandrowka) |
| Oleniwka                 | Оленівка      | Оленовка (Olenowka)           |
| Pobereschne              | Побережне     | Побережное (Pobereschnoje)    |
| Potusch                  | Потуш         | Потуш                         |
| Schabeliwka              | Жабелівка     | Жабелевка (Schabelewka)       |
| Schenderiw               | Шендерів      | Шендеров (Schenderow)         |
| Schewtschenka            | Шевченка      | Шевченко (Schewtschenko)      |
| Stepaniwka               | Степанівка    | Степановка (Stepanowka)       |
| Trostjanez               | Тростянець    | Тростянец                     |
| Wolowodiwka              | Воловодівка   | Воловодовка (Wolowodowka)     |